# The Who by Numbers
Albums de The Who
Quadrophenia
(1973) Who Are You
(1978)
The Who By Numbers est le septième album studio des Who de 1975. Il atteignit le statut de disque d'or aux États-Unis fin 1975.

## Genèse et enregistrement
Ce disque a été produit par Glyn Johns. C'est la première fois que Johns dirigeait seul un enregistrement des Who ; auparavant, il n'était que producteur associé. L'enregistrement eut lieu aux studios Shepperton Sound Stage avec l'assistance du studio mobile de Ronnie Lane durant les mois d'avril et mai 1975. Le tout commença par une séance d'improvisation le 4 avril, continua en mai, et les overdubs furent rajoutés en juin. Le mixage fut effectué aux studios Island, Notting Hill, Londres, durant les mois de juillet et d'août.
Pete Townshend souffrait du syndrome de la page blanche au moment de l'écriture de The Who By Numbers. Il a dit plus tard que pratiquement tout ce qu'il avait écrit à l'époque s'était retrouvé sur l'album mis à part une poignée de chansons, ce qui contraste avec le projet Lifehouse et Quadrophenia où l'auteur s'était montré très prolifique.
L'album parut sous le label Polydor, le groupe ayant refusé, à la suite des disputes avec leurs ex-managers Kit Lambert et Chris Stamp de le publier sur leur propre label Track Records. Il atteignit la septième place des classements d'album en Grande-Bretagne. Aux États-Unis, il parut sous le label MCA, avant d'atteindre la huitième place. Il fut certifié disque d'or le 10 décembre 1975, et disque de platine en 1993.

## Accueil de la critique
À sa parution, l'album se vendit relativement bien, se plaçant à la septième place et à la huitième place en Angleterre et aux États-Unis. Dans un premier temps, les critiques furent bonnes, bien qu'un peu frileuses. Vinrent ensuite des attaques bien plus ciblées envers le groupe, parfois traité de « dinosaure du rock », une appellation qui allait devenir courante en cette période punk pour les groupes issus des années 1960, comme Led Zeppelin, Pink Floyd et The Rolling Stones. Cependant, les critiques ne pouvaient nier la sincérité de l'écriture de Pete Townshend à cette époque.
Le single Squeeze Box parvint à la dixième place des charts anglais, et à la seizième des classements américains, ce qui représentait une performance assez satisfaisante. Par contre, le second single Slip Kid ne parvint pas à entrer dans les classements.

## Caractéristiques artistiques
Dans l'argot mod, un « number » désigne un « gars », un « type ». Le groupe a d'ailleurs eu brièvement comme nom The High Numbers (1964).
Le disque est plus souvent connu pour être le plus « sombre » et personnel écrit par le guitariste Pete Townshend. Il est certain que les thématiques dominantes sont particulièrement déprimantes. Presque toutes les chansons de l'album présentent une vision de l'existence particulièrement désabusée, voire morbide à certains moments. However Much I Booze et They Are All in Love sont des exemples de cette ambiance désespérée. Il faut rappeler que Pete Townshend s'est toujours inspiré de ses tourments intérieurs dans son écriture, toujours avec une certaine forme d'honnêteté, comme dans My Generation ou Pictures of Lily. Ici, le contexte personnel de Pete Townshend était assez défavorable.
En 1975, les relations entre les membres du groupe n'étaient pas au beau fixe. Notamment, Pete Townshend et Roger Daltrey se querellaient souvent, parfois assez violemment. Townshend a livré une longue interview au New Musical Express durant l'année, se livrant à une diatribe acérée contre ses camarades, étant particulièrement féroce envers Daltrey. L'entourage du groupe se montra consterné, et Townshend dut s'excuser. Il fallut quelques mois avant que l'entente revienne entre le chanteur et le guitariste. Keith Moon avait des problèmes d'impôts, et dut s'exiler aux États-Unis, ce qui ne facilitait guère les choses.
De plus, Townshend souffrait d'un alcoolisme de plus en plus gênant, qui mit en péril sa vie de couple. Plus dangereux encore, le guitariste avait commencé à prendre de l'héroïne, ce qui manqua le tuer quelques années plus tard. C'est ainsi que les textes reflètent cette situation difficile. Cependant, toutes les chansons ne sont pas pessimistes : Imagine a Man et Blue, Red and Grey présentent une poésie onirique et apaisée.
La musique de ce disque est assez différente des albums précédents, bien que se plaçant dans la lignée du style des Who. Les synthétiseurs ont pratiquement disparu (ils reviendront en force dans l'album suivant, Who Are You) et les compositions sont bien moins complexes que celles de Quadrophenia. Cependant, on retrouve plusieurs marques de fabrique des Who : virtuosité de la section rythmique (John Entwistle en particulier), mélange de guitares acoustiques et électriques, harmonies vocales, le tout joué avec une énergie particulière.

### Pochette
Le disque est présenté sous une pochette montrant une caricature des quatre membres du groupe. Le dessin est incomplet, et il faut relier des points pour que les personnages apparaissent complètement. C'est le bassiste John Entwistle qui a réalisé ce dessin :
« La couverture m'a seulement pris une heure, mais les points ont pris environ trois heures. Je l'ai apportée au studio pendant que nous étions en train de mixer [...] J'avais oublié deux jambes. »

### En concert
Ce disque est très peu présent dans les concerts des Who. Certaines chansons ont été abandonnées après quelques représentations, comme Slip Kid. Les seules chansons de cet album jouées régulièrement sur scène sont Squeeze Box et Dreaming From the Waist.
La tournée suivant la sortie de l'album fut assez triomphale, contrastant avec les critiques en demi-teinte de The Who By Numbers. La fin de l'année 1975 et l'année 1976 furent dévolues à une longue tournée mondiale. Les Who y défendirent leur titre de meilleur groupe de scène ; les critiques des concerts furent admiratives, parfois enthousiastes. Cependant, certaines voix s'élevèrent pour dénoncer le volume sonore absolument démentiel de ces shows. En 1976, le niveau sonore d'un concert des Who s'approchait des 120 décibels, ce qui était extrêmement élevé, et très dangereux pour l'oreille humaine. Cependant, le groupe jouait chaque soir devant des audiences très vastes, constituées de dizaines de milliers de personnes.

## Liste des titres
Tous les titres sont de Pete Townshend, sauf indication contraire.

### Face 1
1. Slip Kid – 4:31
2. However Much I Booze – 5:02
3. Squeeze Box – 2:42
4. Dreaming From the Waist – 4:07
5. Imagine a Man – 4:04

### Face 2
1. Success Story (Entwistle) – 3:22
2. They Are All in Love – 3:02
3. Blue, Red and Grey – 2:49
4. How Many Friends – 4:06
5. In a Hand or a Face – 3:25

### Titres bonus de l'édition remasterisée
Ces trois titres ont été enregistrés lors du concert du 12 juin 1976 au Swansea Football Ground.
1. Squeeze Box – 4:12
2. Behind Blue Eyes – 3:40
3. Dreaming From the Waist – 4:52

## Musiciens
- Roger Daltrey : chant
- Pete Townshend : guitare, banjo, ukulele, chant sur However Much I Booze et Blue, Red And Grey, chœurs
- John Entwistle : basse, cor français, trompette, chant sur Success Story
- Keith Moon : batterie

### Musicien additionnel
- Nicky Hopkins : piano sur They Are All in Love et In a Hand or a Face